# Kamal al-Dżanzuri
Kamal al-Dżanzuri, Kamal Ganzuri (arab.:كمال الجنزورى, ur. 12 stycznia 1933 w Al-Minufijji, zm. 31 marca 2021 w Kairze) – egipski polityk i ekonomista, minister, wicepremier w latach 1985–1996, premier Egiptu w latach 1996–1999 oraz ponownie 2011–2012.

## Życiorys
Urodził się w 1933. Ukończył studia na Wydziale Rolnictwa Uniwersytetu Kairskiego, po czym uzyskał tytuł doktora ekonomii na University of Michigan w Stanach Zjednoczonych.
Na początku lat 60. powrócił do Egiptu, zostając członkiem zarządu Akademii Zarządzania A. as-Sadata (Sadat Academy for Management Sciences) oraz doradcą ekonomicznym Arabskiego Banku Rozwoju Gospodarczego w Afryce, a następnie doradcą prezydenta Anwara as-Sadata. Wszedł również w skład Narodowych Rad Specjalistycznych ds. produkcji, edukacji i usług.
W 1973 został profesorem w Narodowym Instytucie Planowania. W latach 1974–1975 zajmował stanowisko podsekretarza w Ministerstwie Planowania. Od 1976 do 1977 był gubernatorem Nowej Doliny, a w 1977 przez pół roku sprawował urząd gubernatora Bani Suwajf. W 1977 objął stanowisko dyrektora Narodowego Instytutu Planowania.
Po dojściu do władzy w 1981 przez Husniego Mubaraka, został w następnym roku mianowany ministrem planowania. W 1984 objął stanowisko ministra współpracy międzynarodowej, a od 1985 do 1996 zajmował stanowisko wicepremiera. Od 2 stycznia 1996 do 5 października 1999 pełnił funkcję premiera Egiptu. Jako ekonomista był jednym z głównych autorów reform gospodarczych zapoczątkowanych w 1991. W czasie pierwszej kadencji premiera jego rząd opracował szereg planów gospodarczych, w tym zrealizowany plan rozwoju i rekultywacji ziemi w dorzeczu Nilu oraz porzucony długookresowy plan rozwoju Egiptu do roku 2017. Ściśle współpracował z Międzynarodowym Funduszem Walutowym. W czasie jego kadencji poziom ubóstwa w kraju spadł z 21% do 17%. Wskutek swoich działań zyskał wówczas przydomek "premiera ubogich", a poprzez współpracę z opozycją również miano "premiera opozycji". Po dymisji ze stanowiska wycofał się z życia publicznego.
24 listopada 2011 Najwyższa Rada Sił Zbrojnych, rządząca Egiptem po rewolucji i obaleniu prezydenta Mubaraka, wyznaczyła go na stanowisko szefa rządu, trzy dni po rezygnacji premiera Isama Szarafa. Zmiana na stanowisku premiera nastąpiła pod wpływem nowej fali protestów społecznych, do których doszło z powodu niezadowolenia części obywateli z tempa i zakresu zmian po egipskiej rewolucji. Protestujący domagali się przekazania władzy w ręce cywilne oraz przeprowadzenia wyborów prezydenckich w możliwie jak najwcześniejszym terminie.
7 grudnia 2011 zaprzysiężony został rząd Kamala al-Dżanzuriego, określony przez premiera mianem "rządu ocalenia narodowego". W jego składzie znaleźli się zarówno członkowie wcześniejszego gabinetu, jak i nowo powołani ministrowie. Najwyższa Rada Sił Zbrojnych w wydanym w tym dniu dekrecie delegowała na ręce premiera wszystkie kompetencje szefa państwa, z wyłączeniem uprawnień dotyczących sił zbrojnych oraz sądownictwa. Już wcześniej zadecydowała o przeprowadzeniu wyborów prezydenckich we wcześniejszym terminie, w czerwcu 2012. Do tego czasu władzę sprawować miał rząd premiera al-Dżanzuriego.
Wybory prezydenckie w Egipcie zostały przeprowadzone w dwóch turach 23-24 maja oraz 16-17 maja 2012. Zwyciężył w nich Muhammad Mursi, który został zaprzysiężony na stanowisku 30 czerwca 2012. Rząd al-Dżanzuriego podał się do dymisji 25 czerwca 2012 w celu umożliwienia powołania nowego gabinetu. 24 lipca 2012 prezydent Mursi desygnował na urząd premiera Hiszama Kandila, dotychczasowego ministra zasobów wodnych, który objął urząd 2 sierpnia 2012.